# 岩見聖次
岩見 聖次（いわみ せいじ、1981年3月14日 - ）は、日本の男性ナレーター、声優、アトミックモンキー所属。
香川県出身。身長 175cm。趣味・特技 映画鑑賞、演劇鑑賞、書道（初段）。
日本ナレーション演技研究所卒業。以前は、クレイジーボックスに所属していた。

## 出演作品

### ナレーション
過去放送のテレビ番組
- 今夜はテレビでケータイ短歌（NHK）
- ズバリ言うわよ!（2004年8月10日〜2008年3月11日、TBS）
- AKB1じ59ふん!（2008年1月24日〜3月27日、日本テレビ）
- AKB0じ59ふん!（2008年4月7日〜9月29日、日本テレビ）
- 大御所ジャパン!（2008年4月15日〜8月19日、TBS）
- さすらいの競馬ギャンブラー!旅情篇（2009年4月〜10月、MONDO21）
- 週刊AKB（2009年7月10日〜2012年11月30日、テレビ東京）
- NHK高校講座「家庭総合」（2011年〜2013年、NHK）
- 思い込みは一生の恥!クイズ本当にそれでいいんですね?（よみうりテレビ）※不定期放送
- 世界おもしろ珍メダル バカデミービデオ大賞（フジテレビ）※不定期放送

現在放送のテレビ番組
- 真相報道 バンキシャ!（日本テレビ）
- 世界一受けたい授業（日本テレビ）
- NEWS ZERO（日本テレビ）
- AKBINGO!（2008年10月1日 - 、日本テレビ）

VP（ビデオパッケージ）
- 住友金属工業

### ゲーム
2008年
- ナイトウィザード The VIDEOGAME 〜Denial of the World〜

### 吹き替え

#### 映画
- ビフォア・アイ・フォール（2017年）

### 朗読
- 「忠僕」（作者：池谷信三郎）
- 「名人伝」（作者：中島敦）

### その他
- 声優グランプリ2010年2月号 【第1付録】なりたい人必読!2010年声優読本
- 富士市・うごくこえプロジェクト 「子どもの安全を守る市民行動の日」防災行政無線アナウンス（2019年）[1]